# Jestřáb volavý

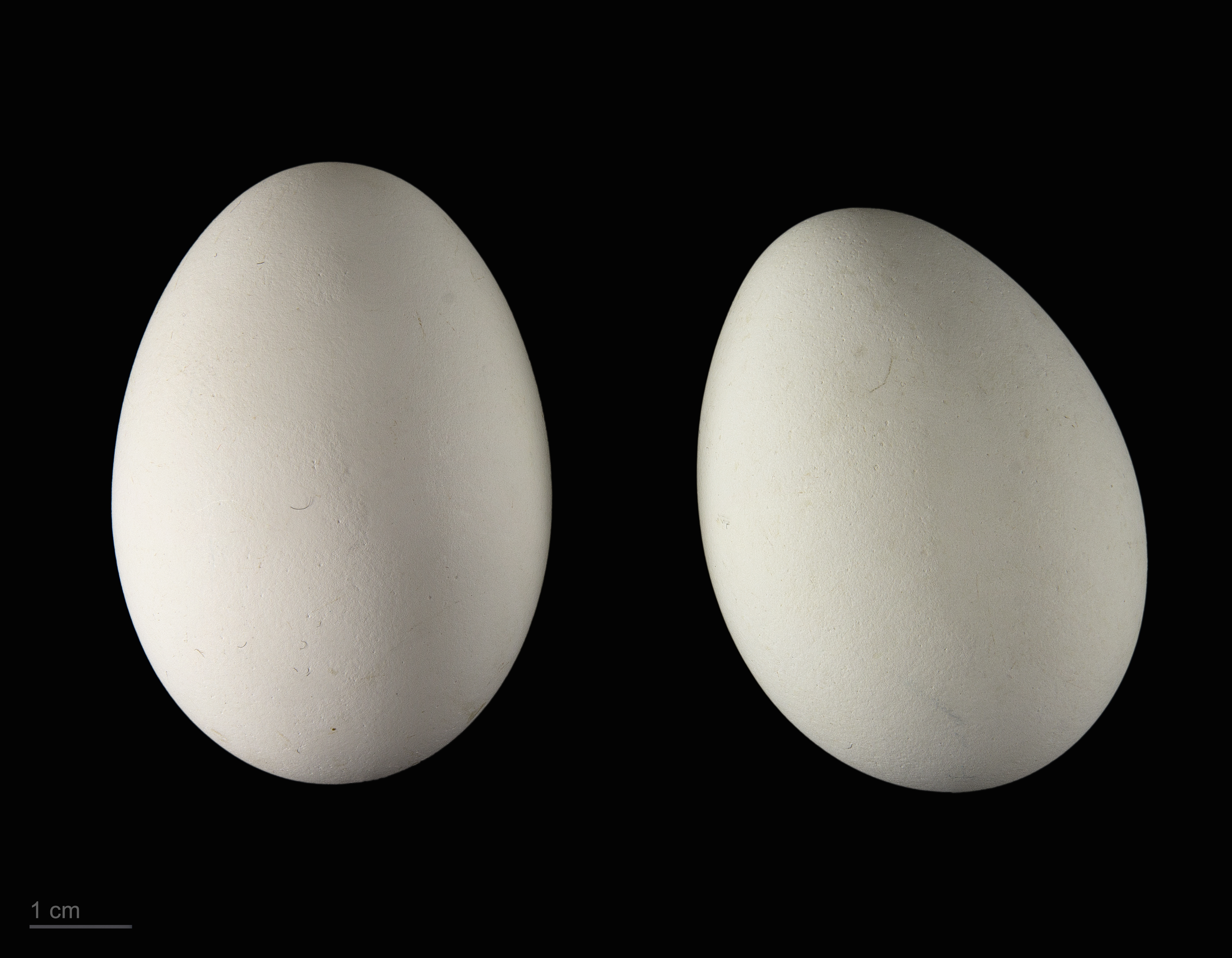
Melierax metabates

Jestřáb volavý (Melierax metabates) je dravec z čeledi jestřábovitých. Dorůstá 45 cm, je převážně břidlicově šedý se světlou, tmavě pruhovanou spodinou těla, černobílým ocasem a tmavým zbarvením na koncích křídel viditelným v letu. Žije v otevřených listnatých lesích a zalesněných savanách na rozsáhlém území subsaharské Afriky. Izolované populace se vyskytují též v Maroku, Saúdské Arábii a Jemenu. Loví různé obratlovce, včetně hlodavců, malých ptáků nebo plazů, a velký hmyz. Hnízdí na stromech, v jedné snůšce je pak 1 nebo 2 vejce.